# Episodi di Elementary (prima stagione)
La prima stagione della serie televisiva Elementary è stata trasmessa in prima visione assoluta negli Stati Uniti da CBS dal 27 settembre 2012 al 16 maggio 2013.
In Italia la stagione è andata in onda in prima visione su Rai 2 dal 13 gennaio al 26 ottobre 2013.
| nº | Titolo originale               | Titolo italiano             | Prima TV USA      | Prima TV Italia   |
| -- | ------------------------------ | --------------------------- | ----------------- | ----------------- |
| 1  | Pilot                          | Arma impropria              | 27 settembre 2012 | 13 gennaio 2013   |
| 2  | While You Were Sleeping        | Mentre dormivi              | 4 ottobre 2012    | 20 gennaio 2013   |
| 3  | Child Predator                 | L'uomo dei palloncini       | 18 ottobre 2012   | 27 gennaio 2013   |
| 4  | Rat Race                       | Corsa al successo           | 25 ottobre 2012   | 3 febbraio 2013   |
| 5  | Lesser Evils                   | L'angelo della morte        | 1º novembre 2012  | 10 febbraio 2013  |
| 6  | Flight Risk                    | Sabotaggio                  | 8 novembre 2012   | 17 febbraio 2013  |
| 7  | One Way to Get Off             | Conflitto di coscienza      | 15 novembre 2012  | 24 febbraio 2013  |
| 8  | The Long Fuse                  | Miccia lunga                | 29 novembre 2012  | 3 marzo 2013      |
| 9  | Do It to Yourself              | Fare da sé                  | 6 dicembre 2012   | 10 marzo 2013     |
| 10 | The Leviathan                  | La cassaforte inespugnabile | 13 dicembre 2012  | 17 marzo 2013     |
| 11 | Dirty Laundry                  | Panni sporchi               | 3 gennaio 2013    | 24 marzo 2013     |
| 12 | M.                             | Il mandante                 | 10 gennaio 2013   | 7 aprile 2013     |
| 13 | The Red Team                   | La squadra rossa            | 31 gennaio 2013   | 14 aprile 2013    |
| 14 | The Deductionist               | Il deduttore                | 3 febbraio 2013   | 28 aprile 2013    |
| 15 | A Giant Gun, Filled with Drugs | Caricata a droga            | 7 febbraio 2013   | 5 maggio 2013     |
| 16 | Details                        | Dettagli                    | 14 febbraio 2013  | 12 maggio 2013    |
| 17 | Possibility Two                | Seconda possibilità         | 21 febbraio 2013  | 7 settembre 2013  |
| 18 | Déjà Vu All over Again         | Deja Vu                     | 14 marzo 2013     | 14 settembre 2013 |
| 19 | Snow Angels                    | Angeli nella neve           | 4 aprile 2013     | 21 settembre 2013 |
| 20 | Dead Man's Switch              | Ricatto col morto           | 25 aprile 2013    | 28 settembre 2013 |
| 21 | A Landmark Story               | Un fatto storico            | 2 maggio 2013     | 5 ottobre 2013    |
| 22 | Risk Management                | Gestione del rischio        | 9 maggio 2013     | 12 ottobre 2013   |
| 23 | The Woman                      | Peonie                      | 16 maggio 2013    | 19 ottobre 2013   |
| 24 | Heroine                        | Moriarty                    | 16 maggio 2013    | 26 ottobre 2013   |

## Arma impropria
- Titolo originale: Pilot
- Diretto da: Michael Cuesta
- Scritto da: Robert Doherty

### Trama
Joan Watson è un'assistente post-riabilitazione, Sherlock Holmes il suo nuovo bizzarro cliente. Il compito di Joan è quello di facilitare il passaggio dalla riabilitazione alla routine quotidiana convivendo con il cliente per sei settimane. Prima del ricovero nel centro di riabilitazione Sherlock lavorava come consulente a Scotland Yard, ora lo fa per il NYPD. Il dottor Mantlo rientrando a casa ritrova la porta sfondata, la moglie scomparsa. Analizzando la scena Holmes individua il cadavere della donna nella panic room e scopre che nonostante fosse una bella donna si era sottoposta ad un importante intervento di chirurgia plastica. La polizia accusa il marito della vittima dell'omicidio, ma grazie ad un souvenir asportato dall'assassino Holmes risale ad un altro caso in cui la vittima assomigliava alla signora Mantlo. Il colpevole viene però ritrovato morto suicida. La soluzione tuttavia non convince completamente Sherlock che decide di continuare a indagare.
- Guest star: Kristen Bush (Eileen Renfro), Manny Perez (Detective Javier Abreu), Dallas Roberts (dott. Richard Mantlo), Jonathan Walker (Harrison Polk)
- Ascolti USA: 13 410 000 telespettatori – share 18-49 anni 9%[1]
- Ascolti Italia: 2 564 000 telespettatori – share 8,91%[2]

## Mentre dormivi
- Titolo originale: While You Were Sleeping
- Diretto da: John David Coles
- Scritto da: Robert Doherty

### Trama
Joan accompagna Sherlock ad un incontro del gruppo di sostegno, ma lui annoiato si auto ipnotizza per evitare che informazioni inutili riempiano il suo cervello. Casey McManus viene rinvenuto morto sul suo pianerottolo, ucciso con un colpo di pistola in fronte. Il Detective Bell suppone che l'uomo abbia sorpreso un ladro rincasando, ma Holmes scopre che omicidio e rapina sono stati commessi da due persone diverse. Smascherato il dirimpettaio che trovandosi in difficoltà economica ha sottratto dei beni di valore, Sherlock si concentra sull'omicidio. La presunta colpevole descritta dal vicino è però in coma in un letto d'ospedale e il caso si complica quando la stessa arma utilizzata per assassinare McManus viene usata per uccidere una donna nel Queens. Essendo entrambe le vittime affette da distrofia corneale, una rara malattia genetica, Holmes fa effettuare il test del DNA il quale rivela che pur non conoscendosi avevano il medesimo padre. Indagando si scopre inoltre che l'uomo era il padre anche della donna in coma e di Elaine, la sua sorella gemella.
- Guest star: Rosa Arredondo (Elaine), Jennifer Ferrin (Rebecca Ellison), Bill Heck (Ty Morstan), Casey Siemaszko (Michael McGee)
- Ascolti USA: 11 130 000 telespettatori – share 18-49 anni 7%[3]
- Ascolti Italia: 2 547 000 telespettatori – share 8,69%[4]

## L'uomo dei palloncini
- Titolo originale: Child Predator
- Diretto da: Rod Halcomb
- Scritto da: Peter Blake

### Trama
Nel 2005 Adam fu rapito a Brooklyn mentre andava a scuola da un omicida seriale. Dopo sette anni d'inattività l'uomo dei palloncini riprende a rapire minori. Ricostruendo gli eventi Holmes risale all'identità del responsabile e ritrova Adam ancora vivo permettendogli il ricongiungimento con i genitori. Visitando la casa in cui il ragazzo è stato imprigionato per anni e parlando con lui Sherlock però inizia ad avere dei dubbi sul fatto che Adam sia ancora la vittima.
- Guest star: Yanecey Arias (Robert Castillo), Michael Countryman (Barry Kemper), Erin Dilly (Amanda Kemper), Johnny Simmons (Adam Kemper), Slenis Leyva (Sara Castillo), Larisa Polonsky (Lori Thomas), Christopher Evan Welch (Samuel Abbot)
- Ascolti USA: 10 910 000 telespettatori – share 18-49 anni 6%[5]
- Ascolti Italia: 2 565 000 telespettatori – share 8,51%[6]
- Nota. Il commento di Holmes riguardo alla capacità di dedurre se una goccia d'acqua venga dall'Atlantico o dal Niagara viene dal racconto Uno studio in rosso di Sir Arthur Conan Doyle

## Corsa al successo
- Titolo originale: Rat Race
- Diretto da: Rosemary Rodriguez
- Scritto da: Craig Sweeny

### Trama
Joan ha perso i contatti con Holmes da tre ore e preoccupata si reca dal Capitano Gregson per ritrovarlo. Due giorni prima Holmes era stato assunto dalla Canon Ebersole, una società finanziaria, per ritrovare Peter Talbot, il direttore generale, prima che si scatenasse il panico tra gli investitori istituzionali. Sherlock aveva ritrovato il cadavere dell'uomo e il caso era diventato di omicidio, ulteriormente complicato dalla scoperta che anche il suo predecessore era morto in circostanze misteriose.
Emily, la migliore amica di Joan, le presenta Aaron per un appuntamento a sorpresa.
- Guest star: Craig Bierko (Jim Fowkes), Molly Price (Donna Kaplan), Luke Kirby (Aaron Ward), Andrew Pang (Dan Cho), Susan Pourfar (Emily Hankins), Jennifer Van Dyck (Alyssa Talbott)
- Ascolti USA: 10 310 000 telespettatori – share 18-49 anni 6%[7]
- Ascolti Italia: 2 799 000 telespettatori – share 9,33%[8]

## L'angelo della morte
- Titolo originale: Lesser Evils
- Diretto da: Colin Bucksey
- Scritto da: Liz Friedman

### Trama
Holmes si trova all'obitorio per degli esperimenti sui lividi post mortem, quando un cadavere attrae la sua attenzione. Dissentendo sulla causa della morte inizia ad indagare e scopre che nell'ospedale opera una persona che interrompe le sofferenze ai pazienti destinati a morire, un angelo della morte. In ospedale Joan incontra una sua ex collega, così Holmes scopre che la donna non è stata radiata dall'albo, ma solo sospesa per due mesi.
- Guest star: Jenni Barber (Jacqueline Zoltana), David Costabile (Danilo Gura), David Harbour (Dr. Mason Baldwin), Anika Noni Rose (Dr. Carrie Dwyer), Ben Rappaport (Dr. Cahill)
- Ascolti USA: 10 490 000 telespettatori – share 18-49 anni 6%[9]
- Ascolti Italia: 2 461 000 telespettatori – share 8,51%[10]

## Sabotaggio
- Titolo originale: Flight Risk
- Diretto da: David Platt
- Scritto da: Corinne Brinkerhoff

### Trama
Il padre di Holmes chiede a Joan di organizzare una cena poiché si trova a New York per affari, Sherlock è sicuro che l'evento non si terrà, ma la donna si prodiga comunque. Sulla spiaggia di Far Rockaway precipita un velivolo con a bordo un gruppo di avvocati. Nonostante le autorità lo ritengano un incidente aereo, Sherlock decide di indagare e supervisionando la scena scopre che uno dei passeggeri era già morto prima dell'impatto.
- Guest star: Reiko Aylesworth (Miranda Molinari), Matthew Humphreys (Owen Bates), Brian Kerwin (Charles Cooper), Adam Lefevre (Ed Hairston), Roger Rees (Allistair)
- Ascolti USA: 10 900 000 telespettatori – share 18-49 anni 6%[11]
- Ascolti Italia: 2 406 000 telespettatori – share 8,14%[12]

## Conflitto di coscienza
- Titolo originale: One Way to Get Off
- Diretto da: Seith Mann
- Scritto da: Christopher Silber

### Trama
Sherlock è ancora arrabbiato con Joan per aver incontrato il suo amico Allister ed aver scoperto che una misteriosa Irene era una parte importante della sua vita prima del crollo e il successivo ricovero in clinica. Un uomo mascherato s‘introduce in una facoltosa abitazione, lega gli abitanti e li svaligia prima di eliminarli sparandogli un colpo in testa. A sconcertare la polizia sono le inquietanti somiglianze con gli omicidi di Wade Crewes del 1999. Il modus operandi è molto simile, ma l'autore di quei crimini è in prigione.
- Guest star: Amy Hohn (Dr. Ryan), Stephen Kunken (Dr. Carrow), Stephen McKinley Henderson (Groundskeeper Edison), Keith Szarabajka (Wade Crewes), Brian Tarantina (Walsh), Callie Thorne (Terry D'Amico)
- Ascolti USA: 10 750 000 telespettatori – share 18-49 anni 7%[13]
- Ascolti Italia: 2 753 000 telespettatori – share 9,07%[14]

## Miccia lunga
- Titolo originale: The Long Fuse
- Diretta da: Andrew Bernstein
- Scritto da: Jeffery Paul King

### Trama
Joan cerca uno sponsor per Holmes per quando l'affiancamento terminerà, ma la selezione si rivela più complicata del previsto perché Sherlock si ritiene completamente autosufficiente. Una bomba nascosta nel condotto dell'aria esplode distruggendo gli uffici di una società di web design uccidendo due impiegati. Il giornale utilizzato per riempire il tubo bomba e i pezzi di un cercapersone permettono a Sherlock di ipotizzare che la bomba esplosa era nel condotto da quattro anni e che il vero obbiettivo era la Vanowen Strategic Communication che precedentemente occupava quegli uffici.
- Guest star: Lisa Edelstein (Heather Vanowen), Ato Essandoh (Alfredo Llamosa), Donnie Keshawarz (Earl Wheeler), Adam Mucci (Rennie James), John Pankow (Edgar Knowles), Deepa Purohit (Himali Singh)
- Ascolti USA: 10 460 000 telespettatori – share 18-49 anni 6%[15]
- Ascolti Italia: 2 557 000 telespettatori – share 8,61%[16]

## Fare da sé
- Titolo originale: Do It to Yourself
- Diretto da: Phil Abraham
- Scritto da: Peter Blake

### Trama
Il cadavere di un uomo ucciso con due colpi di pistola agli occhi è rinvenuto in un cantiere edile. Sherlock ha la febbre, ma questo non gli impedisce di recarsi, nel cuore della notte sulla scena del crimine. Osservando gli abiti della vittima Holmes la identifica come il professor Trent Annunzio della Garrison University e dopo l'interrogatorio alla moglie e un sopralluogo nel suo ufficio scopre che è stato ucciso durante una rapina in una bisca di Mahjong. Dell'omicidio sono accusati la moglie e l'assistente della vittima, ma la facilità di reperimento degli indizi a loro carico non convince Sherlock. Liam, un vecchio assistito di Joan, si mette in contatto dalla prigione di Rikers. L'uomo è stato arrestato per omissione di soccorso, ma sostiene che era privo di sensi a casa sua al momento dell'incidente. Joan non gli crede perché più volte in passato le ha mentito però, pungolata da Holmes, indaga.
- Guest star: Adam Rothenberg (Liam Danow)
- Ascolti USA: 10 310 000 telespettatori – share 18-49 anni 6%[17]
- Ascolti Italia: 2 599 000 telespettatori – share 9,06%[18]

## La cassaforte inespugnabile
- Titolo originale: The Leviathan
- Diretto da: Peter Werner
- Scritto da: Corinne Brinkerhoff e Craig Sweeny

### Trama
Il signor Helrick, il presidente della Casterly Rock Security, i più famosi produttori di casseforti per banche, si presenta a casa Holmes perché il modello Leviatano è stato violato per la seconda volta. Sherlock si reca sul luogo del crimine per scoprire in che modo è stata aperta la cassaforte e permettere alla casa produttrice di approntare adeguate contromisure. Joan si reca a un brunch con la madre.
- Guest star: Freda Foh Shen (Mary Watson), Steve Park (Oren Watson)
- Ascolti USA: 10 460 000 telespettatori – share 18-49 anni 6%[19]
- Ascolti Italia: 2 658 000 telespettatori – share 9,14%[20]

## Panni sporchi
- Titolo originale: Dirty Laundry
- Diretta da: John David Coles
- Scritto da: Liz Friedman e Christopher Silber

### Trama
Mancano nove giorni e il lavoro di Joan terminerà. Holmes offre a Watson la possibilità di proseguire la loro collaborazione anche dopo la fine del percorso di riabilitazione. Due cameriere ritrovano il cadavere di Terry Purcell, la direttrice dell'hotel, in una lavatrice di servizio. In casa della vittima Sherlock scopre che aveva problemi con il marito, ma indagando il Detective Bell apprende che la vittima aveva anche ricevuto delle minacce telefoniche dai protettori di alcune Escort che aveva cacciato dal bar dell'hotel. Parlando direttamente con una delle ragazze Holmes scopre che Terry conduceva una doppia vita.
- Guest star: Melissa Farman (Carly Purcell), Leigh Ann Larkin (Harmony), Mark Moses (Oliver Purcell), Jake Weber (Geoffrey Silver)
- Ascolti USA: 10 460 000 telespettatori – share 18-49 anni 7%[21]
- Ascolti Italia: 2 792 000 telespettatori – share 10,13%[22]

## Il mandante
- Titolo originale: M.
- Diretto da: John Polson
- Scritto da: Robert Doherty

### Trama
Joan dà avvio al protocollo di uscita per la fine dell'affiancamento, ma Sherlock non collabora.
A casa di Ian Wikers viene trovata un'enorme quantità di sangue sul pavimento del soggiorno. Grazie ai segni sul pavimento Holmes scopre che la vittima è stata dissanguata appesa a testa in giù a un treppiede progettato dall'assassino: M. un serial killer cui aveva già dato la caccia a Londra. L'uomo è attivo dal 2002 ed ha già ucciso trentasette persone. In Inghilterra era solito scrivere alla polizia delle lettere sugli omicidi commessi, ma questa volta la lettera è rinvenuta a casa Holmes. Durante le indagini Joan scopre che Sherlock ha taciuto delle informazioni alla polizia perché la cattura del serial killer è una questione personale: M. è l'assassino di Irene, la sua fidanzata.
- Guest star: Vinnie Jones (Sebastian Moran), Bobb'E J.Thompson (Teddy), Marsha Stephanie Blake (Melanie Cullen), Linda Emond (Dr. Candace Reed)
- Ascolti USA: 11 440 000 telespettatori – share 18-49 anni 7%[23]
- Ascolti Italia: 2 592 000 telespettatori – share 8,88%[24]

## La squadra rossa
- Titolo originale: The Red Team
- Diretto da: Christine Moore
- Scritto da: Jeffery Paul King

### Trama
Nonostante il padre di Holmes non le abbia prolungato l'incarico Joan decide di rimanere per sincerarsi che la mancata cattura dell'assassino di Irene, la fidanzata di Sherlock, non gli provochi una ricaduta.
Moran è stato assicurato alla giustizia, ma Sherlock continua ad indagare per risalire al mandante, l'assassino di Irene. Per distrarsi Holmes si collega ad internet per disquisire di Teorie del Complotto con il suo gruppo di discussione. Ma il moderatore è scomparso e lui si reca a casa sua per indagare, rinvenendo il cadavere dell'uomo. Il mistero si infittisce quando in casa di Lean, Holmes trova un dispositivo di ascolto governativo e per questo le sue indagini si concentrano sulla teoria della Squadra Rossa. Ogni anno l'accademia dell'esercito organizza delle esercitazioni con membri delle forze armate, la squadra blu, e esperti civili, la squadra rossa. I risultati delle simulazioni sono stati pubblicati, tranne quelli del 2009 che furono subito segretati. Secondo Pontecorvo l'esercitazione di quell'anno rivelò una falla nella sicurezza a New York.
Joan parla di Holmes con la sua terapeuta per capire come proseguire il suo rapporto con lui dopo il termine del suo incarico.
- Guest star: Kelly Aucoin (Grey Suit), Richard Bekins (Harold Dresden), Tawny Cypress (Black Suit), Linda Emond (Dr. Candace Reed), Michael Laurence (Walter McClenahan), Chris Sullivan (Todd Clarke)
- Ascolti USA: 10 900 000 telespettatori – share 18-49 anni 7%[25]
- Ascolti Italia: 2 418 000 telespettatori – share 8,51%[26]
- Nota. Quando Watson chiede perché sul collage su Moriarty c'è un'immagine di Napoleone è un riferimento al fatto che Sir Arthur Conan Doyle, nei suoi racconti, definisce Moriarty il Napoleone del crimine.

## Il deduttore
- Titolo originale: The Deductionist
- Diretto da: John Polson
- Scritto da: Craig Sweeny e Robert Doherty

### Trama
Sherlock collabora con la polizia per arrestare due escort che rapinavano i loro clienti. Il subaffittuario di Joan disturba le vicine e lei deve recarsi al suo appartamento per risolvere la questione scoprendo che il subaffittuario girava dei filmini porno. Award Ennis, un pericoloso serial killer, viene trasferito in ospedale per permettergli di donare un rene alla sorella, ma prima dell'operazione l'uomo riesce ad evadere. Ad affiancare la polizia di New York nelle indagini arriva Katrin Drammond, la profiler che ha assicurato l'uomo alla giustizia. Vecchia conoscenza di Sherlock tra i due non corre buon sangue perché la donna, mentre si frequentavano, ha raccolto elementi su di lui e li ha utilizzati per scrivere un articolo sulla sua capacità di deduzione.
- Guest star: Napiera Groves (Escort), Jessica Hecht (Patricia Ennis), Terry Kinney (Martin Ennis), Kari Matchett (Kathryn Drummond), Roger Robinson (Bruce Kushner), David Wilson Barnes (Cooper)
- Ascolti USA: 20 800 000 telespettatori – share 18-49 anni 8%[27]
- Ascolti Italia: 2 536 000 telespettatori – share 8,89%[28]

## Caricata a droga
- Titolo originale: A Giant Gun, Filled with Drugs
- Diretto da: Guy Ferland
- Scritto da: Corinne Brinkerhoff e Liz Friedman

### Trama
Ryhs, l'ex spacciatore di Holmes, lo contatta dopo che sua figlia Emily è stata rapita. L'uomo vive alla macchia in Thailandia per aver sottratto 2,2 milioni di dollari, la somma richiesta ora come riscatto, ai suoi fornitori dominicani. Sherlock, dopo un sopralluogo in casa della vittima, concentra le sue indagini sugli esponenti del cartello presenti a New York.
- Guest star: John Hannah (Rhys Kinlan), Michael Irby (Xande Diaz), Armand Schultz (Derrick Hughes)
- Ascolti USA: 10 840 000 telespettatori – share 18-49 anni 6%[29]
- Ascolti Italia: 2 439 000 telespettatori – share 8,67%[30]

## Dettagli
- Titolo originale: Details
- Diretta da: Sanaa Hamri
- Scritto da: Jeffrey Paul King e Jason Tracey

### Trama
Holmes, preoccupato di garantire l'incolumità di Joan, dopo la sparatoria in cui è rimasta coinvolta nella loro abitazione, mette alla prova le sue capacità di autodifesa, organizzando bizzarre situazioni di pericolo. Durante una discussione, Sherlock rivela a Watson che il padre lo ha informato che il suo incarico non è stato rinnovato e, constatato che nonostante il suo stato d'animo non richieda più la sua presenza lei è rimasta, la invita ad accettare l'incarico come sua assistente, perché sono le indagini che la trattengono ancora a casa sua. Il Detective Bell è vittima di un attentato. Uscitone fortunatamente incolume fornisce a Sherlock l'identità del presunto colpevole: Curtis Breadshaw, boss di una gang di spacciatori, obbiettivo di una squadra speciale a cui è stato assegnato. Ma l'uomo viene trovato morto, Bell è sospettato dell'omicidio e dipanare la matassa si rivela arduo.
- Guest star: Linda Emond (Dr. Candace Reed), Paula Garcés (Agente Paula Reyes), Anwan Glover (Curtis Bradshaw), Malcom Goldwin (Andre Bell)
- Ascolti USA: 10 980 000 telespettatori – share 18-49 anni 7%[31]
- Ascolti Italia: 2 406 000 telespettatori – share 8,85%[32]

## Seconda possibilità
- Titolo originale: Possibility Two
- Diretto da: Seith Mann
- Scritto da: Mark Goffman

### Trama
Joan è ufficialmente l'assistente di Holmes ed inizia il suo tirocinio. Due guardiani della ZBZ Security vengono trovati morti in un parcheggio, ma dal museo che sorvegliavano non è scomparso nulla. Sherlock trova nel portafoglio di una delle due vittime tre carte di circolazione a conferma della sua teoria: uno era un impostore interessato a individuare per un complice case da svaligiare dei proprietari assenti. Gerald Lydon, delle Lydon Industry, contatta Holmes per scoprire chi lo ha infettato con l'angiopatia amiloide cerebrale ereditaria, una malattia genetica di cui non ci sono precedenti nella sua famiglia. Nonostante la teoria sia apparentemente assurda Sherlock indaga quando l'uomo viene incriminato per l'omicidio del suo autista.
- Guest star: Dennis Boutsikaris (Gerald Lydon), Gibson Frazier (Raph Keating), David Furr (Paul Reeves), Albert Jones (Benny Cordero), Jennifer Lim (Natasha Kademan), Christopher Sieber (Carter Lydon)
- Ascolti USA: 11 190 000 telespettatori – share 18-49 anni 6%[33]
- Ascolti Italia: 1 539 000 telespettatori – share 8,63%[34]
- Nota. La frase «Mr. Musgrave è a London»" è un riferimento al racconto The Musgrave Ritual di Sir Arthur Conan Doyle.

## Deja Vu
- Titolo originale: Déjà Vu All over Again
- Diretto da: Jerry Levine
- Scritto da: Brian Rodenbeck

### Trama
L'avvocato del padre di Holmes lo contatta perché una sua assistente è preoccupata per la scomparsa della sorella. Convinto che il caso sia di facile risoluzione lo ritiene un eccellente primo caso per Joan e lo affida alla sua assistente. Un altro caso ha attirato la sua attenzione: una donna riceve da uno sconosciuto un mazzo di rose rosse, un uomo che poco dopo la spinge sotto la metro in arrivo. Joan continua il tirocinio come consulente Detective, ma i suoi amici sono preoccupati perché, dopo aver lasciato la medicina, ha nuovamente cambiato carriera.
- Guest star: Geneva Carr (Rebecca Burrell), Ato Essandoh (Alfredo Llamosa), Josh Hamilton (Drew Gardner), Roxanna Hope (Callie Burrell), Susan Pourfar (Emily Hankins), Andre Royo (Thaddeus), Jim True-Frost (Anson Samuels)
- Ascolti USA: 11 330 000 telespettatori – share 18-49 anni 7%[35]
- Ascolti Italia: 1 738 000 telespettatori – share 7,85%[36]

## Angeli nella neve
- Titolo originale: Snow Angels
- Diretto da: Andrew Bernstein
- Scritto da: Jason Tracey

### Trama
Una guardia giurata viene rinvenuta assassinata alla Ridley Tower, le indagini sono rallentate da un'abbondante nevicata che ha paralizzato New York. Inizialmente non interessato Sherlock non si scoraggia e si mette alla ricerca dei ladri di smartphone quando la città rimane senza corrente elettrica limitando i supporti tecnologici alle indagini. La signorina Hudson, una ex collaboratrice ai tempi di Scotland Yard, si trasferisce a casa di Holmes dopo la fine di una disastrosa relazione.
- Guest star: Becky Ann Baker (Pam), Bill Buell, Candis Cayne (Sig.na Hudson), Jill Flint (Alysa Darvin), Howaed McGillin (Davis Renkin), Karl Miller (Squatter), Frank Wood (Supervisore EROC)
- Ascolti USA: 10 480 000 telespettatori – share 18-49 anni 6%[37]
- Ascolti Italia: 1 623 000 telespettatori – share 7,4%[38]

## Ricatto col morto
- Titolo originale: Dead Man's Switch
- Diretto da: Larry Teng
- Scritto da: Liz Friedman e Christopher Silber

### Trama
Holmes è contrariato perché Alfredo, il suo sponsor, vuole festeggiare il suo anno di sobrietà. Il padre di una ragazza vittima di un abuso sessuale riceve un video della violenza e una richiesta di denaro per impedirne la diffusione. Incassata la cifra pattuita però il ricattatore chiede altro denaro, per questo l'uomo, un ex alcolista amico di Alfredo, chiede aiuto a Sherlock affinché le richieste cessino definitivamente.
- Guest star: Wayne Duvall (Duke Landers), Ato Essandoh (Alfredo Llamosa), Thomas Guiry (Brent Garvey), Thomas Jay Ryan (Ken Whitman), Joseph Siravo (Anthony Pistone), David Mogentale (Charles Augustus Milverton)
- Ascolti USA: 10 070 000 telespettatori – share 18-49 anni 6%[39]
- Ascolti Italia: 1 759 000 telespettatori – share 7,69%[40]
- Nota. La trama dell'episodio si basa sul racconto Il ritorno di Sherlock Holmes di Sir Arthur Conan Doyle inserito nella collana di racconti Il taccuino di Sherlock Holmes.
- Nota. Watson pensa di intitolare la sua raccolta delle indagini di Sherlock Holmes, Il taccuino di Sherlock Holmes, ma poi la intitola Sherlock Holmes come il telefilm del 1984 a cui si ispira.

## Un fatto storico
- Titolo originale: A Landmark Story
- Diretto da: Peter Werner
- Scritto da: Corinne Brinkerhoff

### Trama
Sebastian Moran chiede a Holmes un colloquio in carcere dopo che un uomo che Moriarty lo aveva incaricato di assassinare è deceduto per infarto. Indagando Sherlock scopre che l'uomo è stato effettivamente assassinato da un serial killer che uccide in modo che i decessi appaiano accidentali o naturali.
- Guest star: Roger Aaron Brown (John Douglas), Byron Jennings (Phillip Van Der Hoff), Vinnie Jones (Sebastian Moran), F. Murray Abraham (Daniel Gottlieb)
- Ascolti USA: 9 750 000 telespettatori – share 18-49 anni 6%[41]
- Ascolti Italia: 1 456 000 telespettatori – share 5,55%[42]

## Gestione del rischio
- Titolo originale: Risk Management
- Diretto da: Adam Davidson
- Scritto da: Liz Friedman e Robert Doherty (soggetto); Liz Friedman (sceneggiatura)

### Trama
Moriarty promette a Holmes le risposte sull'omicidio di Irene in cambio che lui risolva l'omicidio di uno dei suoi uomini. Holmes inizia ad indagare e scopre che l'uomo era sorvegliato dal suo capo, quest'ultimo lo avrebbe ucciso per vendetta. Holmes dopo essere riuscito a incastrarlo però viene contattato da Moriarty che lo avverte di essersi sbagliato e fino a quando il "vero" responsabile non sarà dietro le sbarre lui non potrà avere quello che vuole. Holmes si mette alla ricerca dell'assassino e dopo aver scoperto che il vero assassino è la moglie dell'uomo in carcere (colpevole di aver indicato al marito depresso un uomo che assomigliava al vero assassino e quindi utilizzato come bersaglio per alleviare la sofferenza) viene arrestata. In carcere Holmes promette all'uomo che troverà l'assassino "quello vero" di sua sorella ma l'uomo ormai apatico rifiuta l'aiuto. Moriarty mette Holmes davanti a due scelte: incontrarlo faccia a faccia o scoprire la verità. Holmes decide di incontrarlo e viene inviato in una magione abbandonata. Joan chiamandolo chiede se Moriarty si è fatto sentire ma Holmes, non volendo metterla in pericolo, mente dicendo di non essere stato ancora contattato. Holmes arriva al cancello della magione e lì viene raggiunto da Joan che gli rivela che la sua bugia non l'aveva convinta e che essendo la sua assistente ormai Moriarty è anche suo nemico e accetta il pericolo dell'incontro. Dopo essere entrati e aver perlustrato l'abitazione Holmes sente una musica provenire da una sala dell'abitazione. Seguendo il suono scopre insieme a Joan una stanza piena di dipinti che Holmes riconosce e poco dopo rimangono scioccati da chi si trovano davanti: Irene.
- Ascolti USA: 9 290 000 telespettatori – share 18-49 anni 5%[43]
- Ascolti Italia: 1 562 000 telespettatori – share 6,35%[44]
- Nota. Parte della descrizione che Sherlock fa a Watson di Irene Adler viene dal racconto Uno scandalo in Boemia di Sir Arthur Conan Doyle.
- Nota. La descrizione che Moriarty fa di se stesso a Sherlock al telefono viene dal racconto Il problema finale di Sir Arthur Conan Doyle.

## Peonie
- Titolo originale: The Woman
- Diretto da: Seith Mann
- Scritto da: Robert Doherty e Craig Sweeny

### Trama
Irene è ancora viva, si scopre che è stata rinchiusa in quella casa per anni e che un uomo l'ha torturata psicologicamente per renderla instabile. Holmes, al contrario di tutti, non vuole collaborare al caso di Irene perché ha intenzione di prendersi cura della sua amata appena ritrovata e assegna a Joan il caso. Joan riesce come il suo maestro Holmes a trovare gli indizi che la portano al vero colpevole: un uomo che si dà il caso sia un ex-agente della CIA che era incaricato nelle pratiche di tortura psicologica. Intanto Holmes riporta a galla i ricordi di quando lui e Irene s'incontrarono a Londra e vissero insieme per un breve periodo fino alla sua scomparsa per mano di Moriarty. Holmes, spinto dall'affetto per Irene, confida a Watson che se ne andrà per portare Irene al sicuro, e Joan non accetta questa sua decisione radicale. Intanto l'uomo ricercato (un agente di Moriarty) cambia aspetto e s'incontra con dei loschi tipi sempre agenti di Moriarty per una divergenza (l'uomo infatti incaricato da Moriarty di spaventare Irene e di conseguenza avvertire Holmes che deve guardarsi le spalle) disubbidisce all'ordine di Moriarty sul divieto di far del male ad Holmes. Intanto Holmes si accorge che uno dei "nei" di Irene sulla schiena e stato tolto e intuisce che lo ha fatto negli ultimi anni per prevenire il cancro, di conseguenza non poteva essendo schiava degli uomini di Moriarty e capisce che Irene è complice dello stesso Moriarty. Lei infuriata se ne va dicendogli che si pentirà di quel giorno. Holmes tornando a casa viene ferito dall'ex scagnozzo di Moriarty e rifugiatosi nella stanza di Joan si ritrova spalle al muro e con l'assassino che sta per terminare il lavoro ma qualcuno riesce a fermarlo, infatti è lo stesso Moriarty che rivela la sua identità.
- Guest star: Natalie Dormer (Irene Adler)
- Ascolti USA: 8 980 000 telespettatori – share 18-49 anni 6%[45]
- Ascolti Italia: 1 517 000 telespettatori – share 5,92%[46]
- Nota. Stapleton, il nome dell'uomo da cui Irene dice di essere stata rapita, è il nome dell'assassino nel racconto Il mastino dei Baskerville di Sir Arthur Conan Doyle.
- Nota. Nei dialoghi, si fa riferimento ad un imprecisato Museo Nazionale del Belgio dove sarebbe custodita la Parabola dei ciechi di Pieter Bruegel il Vecchio. Tale quadro è conservato, invece, nel Museo nazionale di Capodimonte di Napoli.

## Moriarty
- Titolo originale: Heroine
- Diretto da: John Polson
- Scritto da: Robert Doherty e Craig Sweeny

### Trama
Con orrore Holmes scopre che la sua amata Irene è Moriarty: lei stessa ha inscenato la propria morte tramite Moran, tutto questo perché Holmes quando era ancora a Londra stava mettendo a serio rischio i suoi affari e ciò e servito per fare diventare Holmes dipendente dalla droga (per via della perdita) e così metterlo fuori gioco. Moriarty/Irene chiede a Holmes di lasciare il gioco ma quest'ultimo si rifiuta. Intanto Joan è spaventata dal fatto che questi ultimi e dolorosi avvenimenti possano riportare Holmes all'uso della droga. Moriarty/Irene propone a Joan di aiutarla nel fare desistere Holmes dall'intento di fermarla per non farlo ricadere ma Joan non sembra intenzionata a collaborare anche se preoccupata per il suo amico. Così Holmes provando a fermare Irene che intanto ha intenzione di uccidere un diplomatico per fare in modo che le azioni acquistate si alzino di valore, fallisce e Irene riuscirà a portare a termine il piano. Holmes distrutto si dirige in bagno e il Detective Bell non sentendo dopo qualche minuto sua risposta, sfonda la porta e lo trova in overdose (poco prima infatti aveva acquistato una dose di eroina). All'ospedale Irene fa visita a Holmes e lo riprende dicendo che tutto quello non sarebbe accaduto se gli avesse dato ascolto e le avesse lasciato uccidere il diplomatico senza mettergli i bastoni tra le ruote ma Holmes si sveglia e sorridendo gli confida che l'overdose in realtà era stata una messa in scena così da permettere che Joan registrasse la confessione appena rilasciata. Irene viene arrestata da Gregson. Infine Holmes è sulla terrazza ad ammirare la nuova specie di ape ottenuta grazie all'esemplare donatogli da Gerald Lydon e decide di chiamarla con il nome della collega e grande amica Joan Watson.
- Guest star: Natalie Dormer (Jamie Moriarty)
- Ascolti USA: 8 980 000 telespettatori – share 18-49 anni 6%[45]
- Ascolti Italia: 1 529 000 telespettatori – share 6,17%[47]